# Asie du Nord-Est
 (janvier 2025).
Si vous disposez d'ouvrages ou d'articles de référence ou si vous connaissez des sites web de qualité traitant du thème abordé ici, merci de compléter l'article en donnant les références utiles à sa vérifiabilité et en les liant à la section « Notes et références ».
L'Asie du Nord-Est est une région du continent asiatique. Elle comprend la Corée, le Japon, la Mandchourie, la Chine du Nord, l'extrême-Orient russe, et plus rarement la Mongolie et Taïwan. Elle est parfois considérée comme une sous-région de l'Asie de l'Est.
Le terme Asie du Nord-Est a été popularisé dans les années 1930 par l’historien et politologue américain Robert Kerner. Selon la définition de Kerner, « l'Asie du Nord-Est » comprend l'archipel japonais, la péninsule coréenne, le plateau mongol, la plaine du nord-est de la Chine et les régions montagneuses de l'Extrême-Orient russe, s'étendant de la Léna à l'ouest jusqu'à l'océan Pacifique au Nord-Est.

## Définitions
La définition de l’Asie du Nord-Est n’est pas statique mais elle change souvent selon le contexte dans lequel elle est abordée.
La sous-région comprend la Chine, le Japon et la Corée du Nord et du Sud, comprend généralement également la Mongolie et la Sibérie et, parfois, Taïwan et les Philippines (partiellement) sont reconnues comme pays d'Asie du Nord-Est. Des parties ou la totalité du nord de la Chine sont également fréquemment incluses dans les sources. L'Institut de recherche économique pour l'Asie du Nord-Est définit la région comme la Chine, le Japon, la Corée, la Mongolie et la Russie.
Les principales villes de cette région sont : Busan, Changchun, Dalian, Harbin, Hiroshima, Incheon, Khabarovsk, Kitakyushu, Kobe, Kyoto, Nagasaki, Nagoya, Osaka, Pyongyang, Sapporo, Séoul, Shenyang, Tokyo, Oulan-Bator, Vladivostok et Yokohama.